# Jonáš Forejtek
Jonáš Forejtek (* 10. März 2001 in Pilsen) ist ein tschechischer Tennisspieler.

## Karriere
Forejtek war bis Ende 2019 als Junior spielberechtigt. In diesem Jahr spielte er besonders erfolgreich und gewann insgesamt drei Grand-Slam-Titel, nachdem er Ende 2018 noch auf Platz 26 der Junior-Rangliste stand. Zunächst gewann Forejtek im Doppel bei den Australian Open an der Seite von Dalibor Svrčina und in Wimbledon mit Jiří Lehečka. Nach weniger Erfolg im Einzel gewann er im September das Einzel der US Open. Im Finale besiegte er den US-Amerikaner Emilio Nava. Mit dem Sieg übernahm er die Spitze der Junior-Weltrangliste. Ende des Jahres wurde er Fünfter bei den ITF Junior Finals.
Er konkurrierte 2019 auch schon bei einigen Turnieren der Profis. Auf der drittklassigen ITF Future Tour gewann er im Einzel einen und im Doppel zwei Titel. Darüber hinaus gewann er auf der höherdotierten ATP Challenger Tour auch seinen ersten Titel. Mit Michael Vrbenský gewann er den Titel in Liberec. In der Weltrangliste konnte er im April 2021 mit Platz 311 im Einzel und im März 2020 mit Rang 323 im Doppel jeweils seine Höchstplatzierung erreichen.
2019 debütierte Forejtek für die tschechische Davis-Cup-Mannschaft und hatte mit zwei Siegen gegen Bosnien-Herzegowina Anteil am 3:2-Sieg seiner Mannschaft.

## Erfolge
| Legende (Anzahl der Siege)  |
| Grand Slam                  |
| ATP World Tour Finals       |
| ATP World Tour Masters 1000 |
| ATP World Tour 500          |
| ATP World Tour 250          |
| ATP Challenger Tour (4)     |

### Doppel

#### Turniersiege
| Nr. | Datum           | Turnier     | Belag         | Partner          | Finalgegner                       | Ergebnis          |
| --- | --------------- | ----------- | ------------- | ---------------- | --------------------------------- | ----------------- |
| 1.  | 4. August 2019  | Liberec (1) | Sand          | Michael Vrbenský | Nikola Čačić Antonio Šančić       | 6:4, 6:3          |
| 2.  | 14. August 2021 | Prag        | Sand          | Michael Vrbenský | Jewgeni Karlowski Jewgeni Tjurnew | 6:1, 6:4          |
| 3.  | 3. August 2024  | Liberec (2) | Sand          | Michael Vrbenský | Miloš Karol Tomáš Láník           | 7:5, 6:75, [10:4] |
| 4.  | 11. Januar 2025 | Nottingham  | Hartplatz (i) | Michael Vrbenský | Jiří Barnat Filip Duda            | 7:65, 7:65        |